# Gabarret
Gabarret (okzitanisch: Gavarret) ist eine französische Gemeinde mit 1.282 Einwohnern (Stand: 1. Januar 2022) im Département Landes in der Region Nouvelle-Aquitaine. Sie gehört zum Arrondissement Mont-de-Marsan und zum Kanton Haute Lande Armagnac. Die Einwohner werden Gabardans genannt.

## Geographie
Die Gemeinde Gabarret liegt an der Grenze zum Département Gers, etwa 42 Kilometer ostnordöstlich von Mont-de-Marsan und 30 Kilometer westlich von Condom am Fluss Estampon in der historischen Region Armagnac. Umgeben wird Gabarret von den Nachbargemeinden Herré im Nordwesten und Norden, Escalans im Nordosten und Osten, Parleboscq im Südosten, Cazaubon im Süden und Südwesten, Lagrange im Westen (Berührungspunkt) sowie Créon-d’Armagnac im Westen. In der Gemeinde kreuzen sich die Route nationale 524 (ein Teil der Itinéraire à Grand Gabarit) und die frühere Route nationale 656 (heutige D656).

## Bevölkerungsentwicklung
| Jahr                       | 1962 | 1968 | 1975 | 1982 | 1990 | 1999 | 2011 | 2021 |
| -------------------------- | ---- | ---- | ---- | ---- | ---- | ---- | ---- | ---- |
| Einwohner                  | 1330 | 1463 | 1403 | 1381 | 1335 | 1296 | 1303 | 1279 |
| Quellen: Cassini und INSEE |      |      |      |      |      |      |      |      |

## Sehenswürdigkeiten
- Kirche Saint-Luperc
- Schloss Loustauneau
- Schloss Milleton
- Schloss Rouge

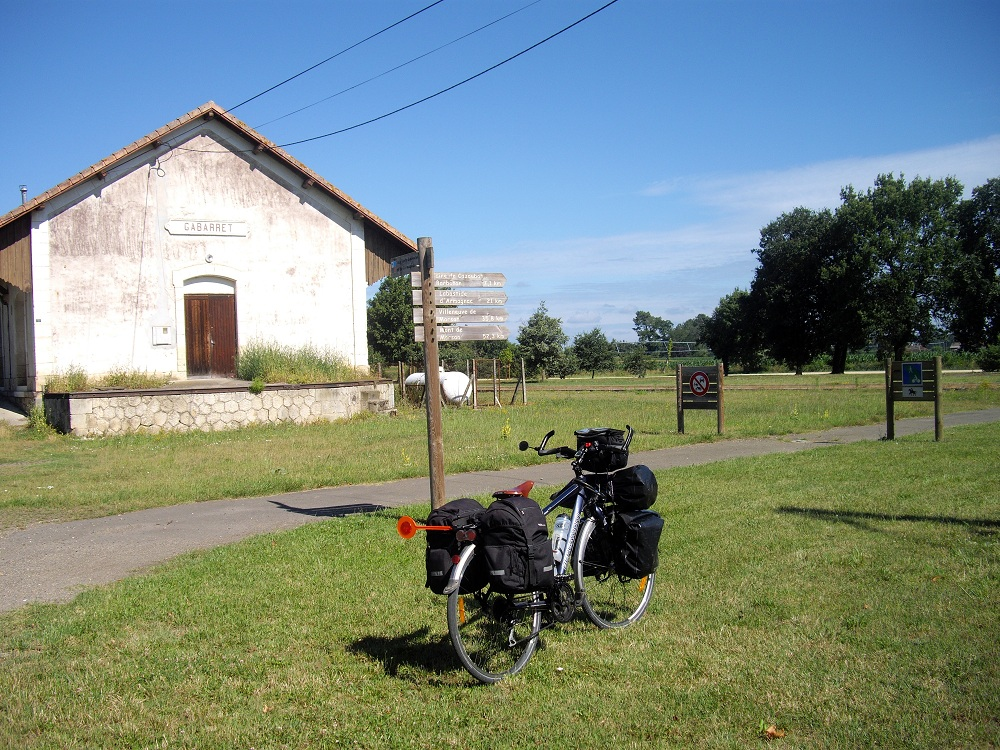
Ehemaliges Bahnhofsgebäude
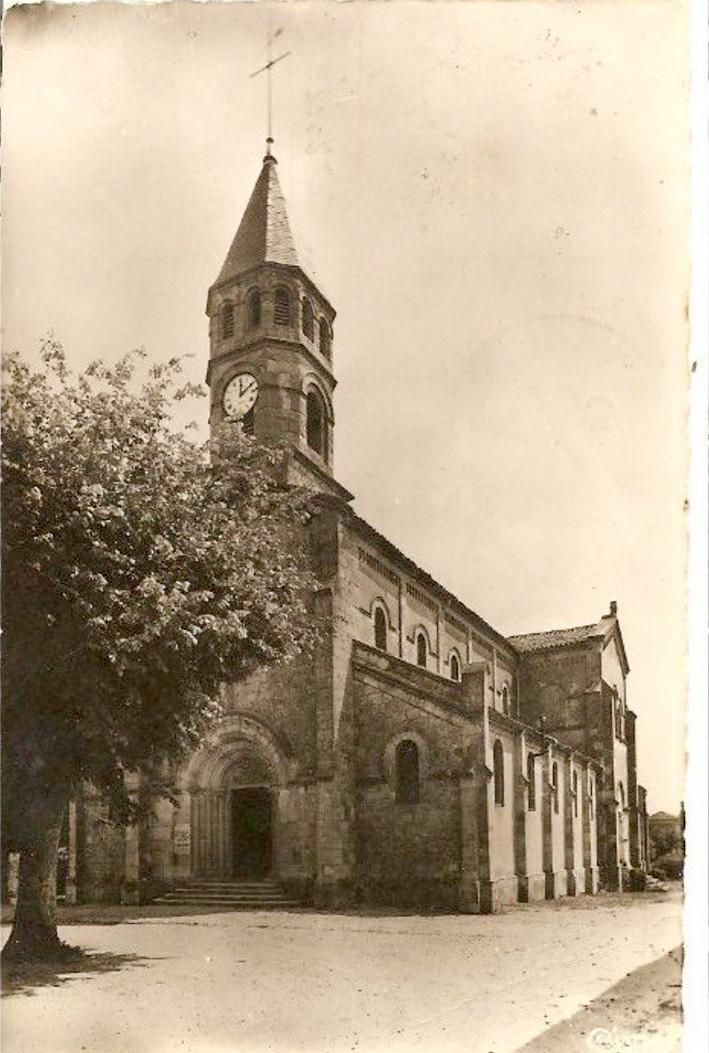
Kirche Saint-Luperc (frühes 20. Jahrhundert)
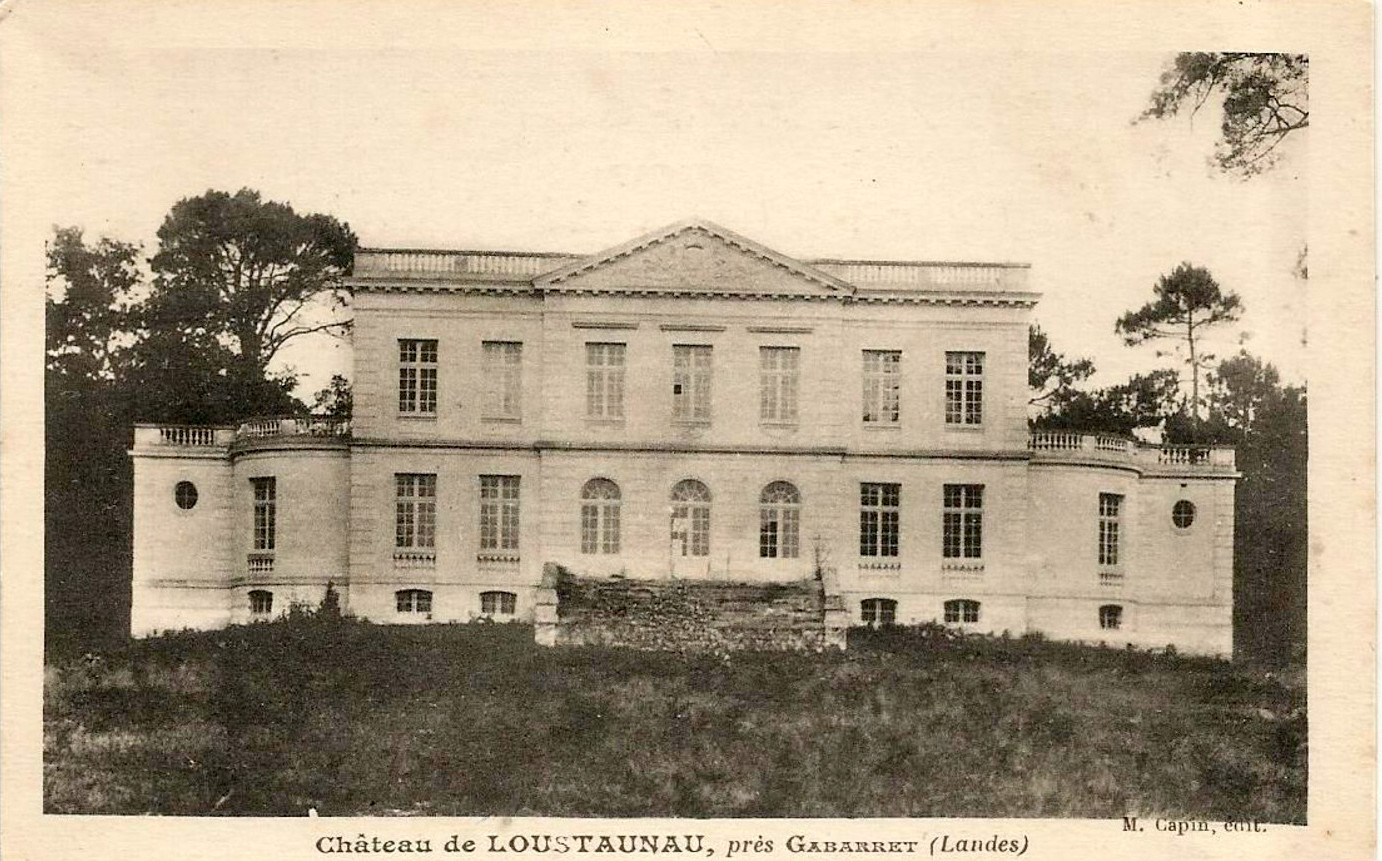
Schloss Loustauneau (frühes 20. Jahrhundert)
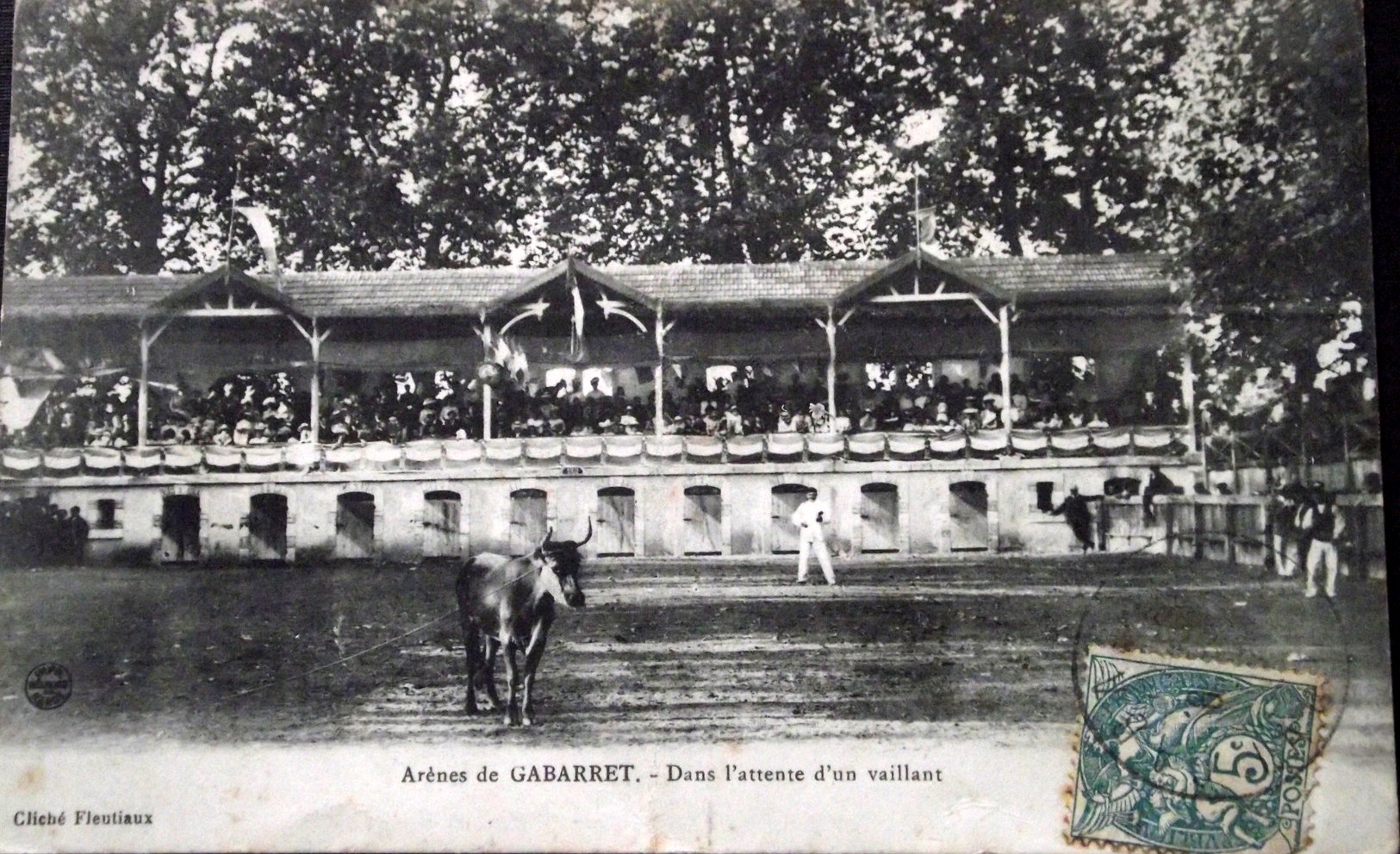
Stierkampfarena (frühes 20. Jahrhundert)